# Billy-sur-Aisne
Billy-sur-Aisne là một xã ở tỉnh Aisne, vùng Hauts-de-France thuộc miền bắc nước Pháp.